# Kościół św. Józefa w Orszy
Kościół św. Józefa w Orszy – kościół parafialny w Orszy.

## Historia

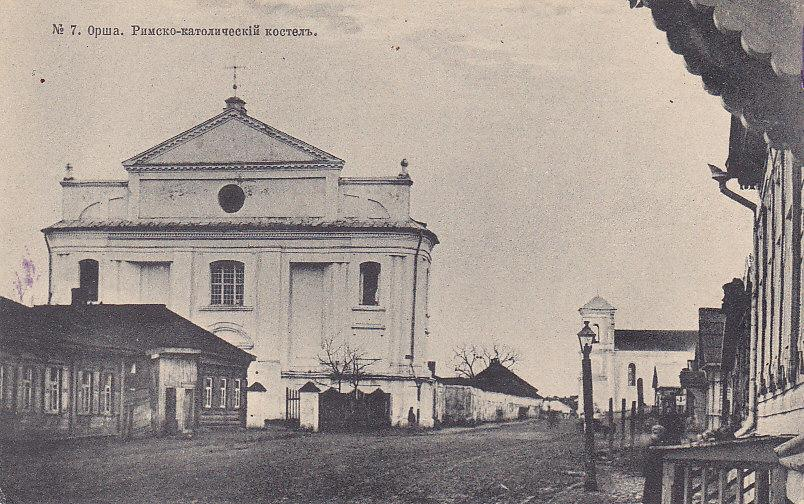
Kościół w 1914 roku

W 1649 roku książę Hieronim Drucki-Sokoliński ufundował w Orszy klasztor dominikanów i drewniany kościół. W latach 1780–1808 (wg innych źródeł w 1819) wybudowano murowany kościół. Klasztor działał do 1845 roku (wg innych źródeł  do 1863), posiadał szpital na 10 łóżek. W 1937 roku kościół zamknięto i zaadaptowano na miejski Dom Kultury Budowlańców. W latach 50. XX wieku budynek kościoła przebudowano na dom kultury. Budynek klasztorny nie zachował się. W 1989 roku kościół został przekazany wiernym i odrestaurowany. 

## Architektura
Kościół jest pomnikiem architektury baroku z elementami klasycyzmu. Jest to trójnawowa 2-wieżowa (wieże rozebrano w 1870 roku) bazylika. Fasada została podzielona na 3 części, ograniczone głębokimi prostokątnymi niszami z łukowymi otworami okiennymi. Dopełnia ją prostokątna dwukondygnacyjna attyka, wcześniej posiadająca trójkątny fronton. Pośrodku attyki znajduje się owalna lukarna. Początkowo plastykę fasady wzbogacały narożne kolumny, pilastry, cienko profilowane pasy gzymsów, ozdobne wazony. We wnętrzu kościoła znajdowały się portrety założyciela klasztoru Hieronima Druckiego-Sokolińskiego i jego żony.